# Корецки замък
Корецкият замък (на украински: Корецький замок) е разрушена резиденция на князете Корецки в едноименния град в Ровненска област. Забележителност на архитектурата на Украйна. В днешно време са заразени само малки фрагменти от укрепленията от 15 – 18 век. Кулата на портата е изобразена на герба на града.

## Съвременно състояние
От бившия комплекс на замъка са останали само руини. Портовата кула е в окаяно състояние и представлява триетажна правоъгълна сграда. Към нея са долепени останките от двуетажни сгради. води През рова на замъка до крепостта има виадукт, който е реновирана през 2005 г.

## Галерия
- Корецки замък. Худ. Наполеон Орда
- Мостът над рова на замъка
- Общ изглед
- Портова кула
- Корецкият замък